# ميخائيل ديريك هدسون
ميخائيل ديريك هدسون (بالإنجليزية: Michael Derrick Hudson) هو أمين مكتبة وشاعر أمريكي، ولد في 1963 في واباش في الولايات المتحدة.